# Liste des circonscriptions électorales de l'Avon
L'Avon n'existe plus en tant que county council (en), ni en tant que comté cérémoniel. Il a été divisé en dix circonscriptions parlementaires, cinq Borough constituencies et cinq County constituency.

## Circonscriptions
- † Conservateur
- ‡ Travailliste
- ¤ Liberal Democrat

| Circonscriptions            | Électeur | Majorité | député | député              | Opposition | Opposition           | Circonscriptions électorales | Map |
| --------------------------- | -------- | -------- | ------ | ------------------- | ---------- | -------------------- | --- | --- |
| Bath BC                     | 66,778   | 12,232   |        | Wera Hobhouse¤      |            | Annabel Tall†        | Bath and North East Somerset Council: Abbey, Bathwick, Combe Down, Kingsmead, Lambridge, Lansdown, Lyncombe, Newbridge, Odd Down, Oldfield, Southdown, Twerton, Walcot, Westmoreland, Weston and Widcombe. |     |
| Bristol East BC             | 72,415   | 10,794   |        | Kerry McCarthy‡     |            | Sarah Codling†       | Bristol City Council: Brislington East, Brislington West, Eastville, Frome Vale, Hillfields, St George East, St George West, Stockwood. |     |
| Bristol North West BC       | 75,434   | 5,692    |        | Darren Jones‡       |            | Mark Weston†         | Bristol City Council: Avonmouth, Henbury, Henleaze, Horfield, Kingsweston, Lockleaze, Southmead, Stoke Bishop, Westbury-on-Trym. |     |
| Bristol South BC            | 83,012   | 9,859    |        | Karin Smyth‡        |            | Richard Morgan†      | Bristol City Council: Bedminster, Bishopsworth, Filwood, Hartcliffe, Hengrove, Knowle, Southville, Whitchurch Park, Windmill Hill. |     |
| Bristol West BC             | 93,003   | 28,219   |        | Thangam Debbonaire‡ |            | Carla Denyer♣        | Bristol City Council: Ashley, Bishopston, Cabot, Clifton, Clifton East, Cotham, Easton, Lawrence Hill, Redland. |     |
| Filton and Bradley Stoke CC | 72,483   | 5,646    |        | Jack Lopresti†      |            | Mhairi Threlfall‡    | South Gloucestershire Council: Almondsbury, Bradley Stoke Baileys Court, Bradley Stoke Bowsland, Bradley Stoke Sherbourne, Downend, Filton, Patchway, Pilning and Severn Beach, Staple Hill, Stoke Gifford and Winterbourne. |     |
| Kingswood BC                | 69,368   | 11,220   |        | Chris Skidmore†     |            | Nicola Bowden-Jones‡ | South Gloucestershire Council: Willsbridge, Bitton, Hanham, Kings Chase, Longwell Green, Oldland Common, Parkwall, Rodway, Siston, Woodstock. |     |
| North East Somerset CC      | 71,355   | 14,729   |        | Jacob Rees-Mogg†    |            | Mark Huband‡         | Bath and North East Somerset Council: Bathavon North, Bathavon South, Bathavon West, Clutton, Chew Valley North, Chew Valley South, Farmborough, High Littleton, Keynsham North, Keynsham South, Keynsham East, Mendip, Midsomer Norton North, Midsomer Norton Redfield, Paulton, Peasedown, Publow and Whitchurch, Radstock, Saltford, Timsbury, Westfield.                                                          |     |
| North Somerset CC           | 80,529   | 17,536   |        | Liam Fox†           |            | Hannah Young‡        | North Somerset Council: Backwell, Clevedon Central, Clevedon East, Clevedon North, Clevedon South, Clevedon Walton, Clevedon West, Clevedon Yeo, Easton-in-Gordano, Gordano, Nailsea East, Nailsea North and West, Pill, Portishead Central, Portishead Coast, Portishead East, Portishead Redcliffe Bay, Portishead South and North Weston, Portishead West, Winford, Wraxall and Long Ashton, Wrington, and Yatton. |     |
| Thornbury and Yate CC       | 67,892   | 12,369   |        | Luke Hall†          |            | Claire Young¤        | South Gloucestershire Council: Alveston, Boyd Valley, Charfield, Chipping Sodbury, Cotswold Edge, Dodington, Frampton Cotterell, Ladden Brook, Severn, Thornbury North, Thornbury South, Westerleigh, Yate Central, Yate North, Yate West. |     |
| Weston-super-Mare CC        | 82,136   | 17,121   |        | John Penrose†       |            | Tim Taylor‡          | North Somerset Council: Banwell and Winscombe, Blagdon and Churchill, Congresbury, Hutton and Locking, Kewstoke, Weston-Super-Mare Central, Weston-Super-Mare Clarence and Uphill, Weston-Super-Mare East, Weston-Super-Mare Milton and Old Worle, Weston-Super-Mare North Worle, Weston-Super-Mare South, Weston-Super-Mare South Worle, Weston-Super-Mare West.                                                     |     |

## Changements de limites
La Commissions a entamé un nouvel examen de la région en 2000 et a conclu qu'un système satisfaisant ne pourrait être produit, dans lequel aucune circonscription ne couvrirait l'actuelle frontières de l'unitary authority. Ils ont attribué quatre sièges à Bristol, trois à South Gloucestershire et deux chacun à Bath and North East Somerset et à North Somerset - une augmentation nette de un. La circonscription la plus compacte de Bath a été désignée circonscription du Borough et les noms des circonscriptions ont été modifiés pour correspondre aux nouveaux noms des local council,. Ces changements ont été mis en œuvre à l'Élections générales de 2010.
| Nom | Pre-2010 Limites                     |
| --- | ------------------------------------ |
| 1. Bath CC 2. Bristol East BC 3. Bristol North West BC 4. Bristol South BC 5. Bristol West BC 6. Kingswood BC 7. Northavon CC 8. Wansdyke CC 9. Weston-super-Mare CC 10. Woodspring CC | Parliamentary constituencies in Avon |

| Nom révisée | Post-2010 Limites                       |
| --- | --------------------------------------- |
| 1. Bath BC 2. Bristol East BC 3. Bristol North West BC 4. Bristol South BC 5. Bristol West BC 6. Filton and Bradley Stoke CC 7. Kingswood BC 8. North East Somerset CC 9. North Somerset CC 10. Thornbury and Yate CC 11. Weston-super-Mare CC | Proposed Revised constituencies in Avon |

Les cartes de cette page ne montrent pas les extensions nominales de plusieurs circonscriptions situées au-dessus des eaux du Bristol Channel.
Anciennes circonscriptions:
- Bristol Central aboli 1974
- Bristol South East aboli 1983
- Bristol North East aboli 1983
- South Gloucestershire aboli 1983

## Résultats

1983
1987
1992
1997
2001
2005
2010
2015
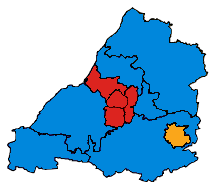
2017

### Classement des partis
| Année | Conservative Party | Parti travailliste | Liberal Democrats | Total |
| ----- | ------------------ | ------------------ | ----------------- | ----- |
| 2015  | 8 (73%)            | 3 (27%)            | 0 (0%)            | 11    |
| 2010  | 6 (55%)            | 2 (18%)            | 3 (27%)           | 11    |
| 2005  | 2 (20%)            | 5 (50%)            | 3 (30%)           | 10    |

Le nombre total de suffrages exprimés pour les partis politiques qui avaient présenté des candidats dans les circonscriptions d'Avon en pour l'élection générale de 2015 était la suivante;
- Conservateur 225,175 (39.6%)
- Labour 146,420 (25.7%)
- Liberal Democrat 77,260 (13.6%)
- UKIP 67,989 (12.0%)
- Greens 49,644 (8.7%)
- Trade Unionist and Socialist Coalition 775 (0.1%)
- Indépendants 703 (0.1%)
- English Democrats 374 (0.1%)
- BNP 164 (0.1%)
- Left Unity 92
- Vapers in Power 49
- Total votes: 568,645

## Représentation historique par parti
- Conservateur
- Travailliste
- Libéral Démocrate

| Circonscription                     | 1983       | 1987       | 1992       | 1997      | 2001      | 2005      | 2010      | 2015       | 2017       | 2019       |
| ----------------------------------- | ---------- | ---------- | ---------- | --------- | --------- | --------- | --------- | ---------- | ---------- | ---------- |
| Bristol South                       | Cocks      | Primarolo  | Primarolo  | Primarolo | Primarolo | Primarolo | Primarolo | Smyth      | Smyth      | Smyth      |
| Bristol East                        | Sayeed     | Sayeed     | Corston    | Corston   | Corston   | McCarthy  | McCarthy  | McCarthy   | McCarthy   | McCarthy   |
| Bristol West                        | Waldegrave | Waldegrave | Waldegrave | Davey     | Davey     | Williams  | Williams  | Debbonaire | Debbonaire | Debbonaire |
| Bristol North West                  | Stern      | Stern      | Stern      | Naysmith  | Naysmith  | Naysmith  | Leslie    | Leslie     | Jones      | Jones      |
| Bath                                | Patten     | Patten     | Foster     | Foster    | Foster    | Foster    | Foster    | Howlett    | Hobhouse   | Hobhouse   |
| Northavon / Thornbury & Yate (2010) | Cope       | Cope       | Cope       | Webb      | Webb      | Webb      | Webb      | Hall       | Hall       | Hall       |
| Kingswood                           | Hayward    | Hayward    | Berry      | Berry     | Berry     | Berry     | Skidmore  | Skidmore   | Skidmore   | Skidmore   |
| Wansdyke / NE Somerset (2010)       | Aspinwall  | Aspinwall  | Aspinwall  | Norris    | Norris    | Norris    | Rees-Mogg | Rees-Mogg  | Rees-Mogg  | Rees-Mogg  |
| Weston-super-Mare                   | Wiggin     | Wiggin     | Wiggin     | Cotter    | Cotter    | Penrose   | Penrose   | Penrose    | Penrose    | Penrose    |
| Woodspring / N Somerset (2010)      | Dean       | Dean       | Fox        | Fox       | Fox       | Fox       | Fox       | Fox        | Fox        | Fox        |
| Filton and Bradley Stoke            |            |            |            |           |           |           | Lopresti  | Lopresti   | Lopresti   | Lopresti   |